# World of Lies
World of Lies — третий студийный альбом австралийской дэтграйнд-группы The Berzerker, выпущенный в декабре 2006 года на лейбле Earache Records.

## Об альбоме
В отличие от своих предшественников, World of Lies получился среднетемповым альбомом. С этого альбома участники группы снова стали использовать драм-машину.

## Список композиций
Все тексты к песням написал Люк Кенни.
1. «Committed to Nothing» — 2:39
2. «Black Heart» — 2:16
3. «All About You» — 2:41
4. «Burn the Evil» — 2:30
5. «World of Tomorrow» — 2:24
6. «Follow Me» — 2:42
7. «Y» — 2:57
8. «As the World Waits» — 3:16
9. «Afterlife» — 3:20
10. «Never Hated More» — 3:18
11. «Free Yourself» — 3:03
12. «Constant Pain» — 2:25
13. «Silence» — 4:32
14. «Farewell» — 20:08

## Факты
- 13 трек «Silence» в буклете альбома помечен как «………….».

## Участники записи
- Люк Кенни — вокал, драм-машина, продюсер
- Эд Ласей — гитара, бас-гитара
- Джей — гитара, бас-гитара
- Сэм Бин — гитара, бас-гитара
- Адриан Науди — гитара, бас-гитара